# حسن خیرات
حسن خیرات (انگلیسی: Hassan Khairat؛ زادهٔ ۱۳ نوامبر ۱۹۸۷) یک بازیکن فوتبال اهل عربستان سعودی است.
از باشگاه‌هایی که در آن بازی کرده‌است می‌توان به الهلال عربستان و الاتفاق عربستان اشاره کرد.